# Polyrhachis gagates
Polyrhachis gagates é uma espécie de formiga do gênero Polyrhachis, pertencente à subfamília Formicinae.